# Kozojedy (Lány)
Kozojedy jsou malá vesnice a část obce Lány v okrese Chrudim. Nachází se asi 2,5 kilometru východně od Lán. Kozojedy leží v katastrálním území Lány u Bylan o výměře 4,64 km².

## Historie
První písemná zmínka o vesnici pochází z roku 1318.